# Feochromocytoom
Een feochromocytoom is een zeldzame tumor van de chromaffiene cellen in het bijniermerg (90%) of chromaffiene cellen elders in het lichaam (10%). Indien de tumor gesitueerd is in het bijniermerg, is dat in 95% unilateraal, in 5% echter bilateraal.
Het is een van de twee hoofdvormen van paragangliomen.

## Syndromen
Een feochromocytoom is vaak geassocieerd met een medullair carcinoom van de schildklier of met hyperparathyreoïdie (een verhoogde bijschildklierhormoonspiegel in het bloed). Deze combinatie is erfelijk, en wordt het multiple endocriene neoplasie (MEN, type 2a) genoemd. Ook kan het voorkomen als onderdeel van het syndroom van Von Hippel-Lindau (VHL); dit syndroom bestaat verder uit niercelkanker en tumoren elders. Ook het VHL-syndroom is erfelijk.
Feochromocytomen komen ook voor bij patiënten met paragangliomen. Hoewel deze ook spontaan kunnen ontstaan, komen ze vooral in Nederland voor bij mensen met SDHx-genen.

## Fysiologie
Door occasionele afgifte van grote hoeveelheden catecholamines (adrenaline) door de tumor ontstaan er aanvallen van hoge bloeddruk met hoofdpijn, bleekheid, palpitaties (hartkloppingen) en zweten. Al deze symptomen worden veroorzaakt door de adrenaline-afgifte aan het bloed.

## Diagnostiek
Men zal pas zoeken naar bevestiging van de diagnose naar aanleiding van een klinisch vermoeden. Bijvoorbeeld bij aanvalsgewijze hoge bloeddruk of in geval bij jonge patiënten met hoge bloeddruk. Men kan de verhoogde catecholamine-waarden in bloed of urine (24-uurs collectie) meten. Tegenwoordig meet men de afbraakproducten van deze catecholamines in het bloed, normetanefrine en metanefrine. Deze meetmethode heeft een hogere sensitiviteit en specificiteit dan het meten van de catecholamines zelf. De beste methode is dat het bloed wordt afgenomen wanneer de patiënt 30 minuten in een rustige omgeving ligt. Vaak wordt in eerste instantie zittend bloed afgenomen, als er twijfels zijn alsnog liggend.

Een CT-scan alsmede een MRI-scan van de bijnieren kan tumoren in beeld brengen. Soms zijn de tumoren te klein om op de scan te zien.